# Amperea spicata
Amperea spicata är en törelväxtart som beskrevs av Airy Shaw. Amperea spicata ingår i släktet Amperea och familjen törelväxter. Inga underarter finns listade i Catalogue of Life.